# 西渡灘
西渡灘（中国語名。英語: Dido Bank、ベトナム語：Bãi Gò Nổi / 𣺽塸浽）は、西沙諸島（パラセル諸島）北東部のアンフィトリテ諸島（英語: Amphitrite Group、中国語: 宣徳環礁）の東端に位置する暗礁のひとつ。
東島から北東12.5カイリ離れている。最浅部の深さは23メートル。
この暗礁は中華人民共和国に実効支配され、海南省三沙市に組み込まれている。一方、中華民国（台湾）とベトナムもこの暗礁の主権を主張している。